# Strafwetboek (Zwitserland)
Het Zwitsers Strafwetboek (Duits: Schweizerisches Strafgesetzbuch, Frans: Code pénal suisse, Italiaans: Codice penale svizzero, Reto-Romaans: Cudesch penal svizzer) van 21 december 1937 omvat de codificatie van de voornaamste wetgevende normen van het Zwitsers strafrecht.
De voorbereidende werkzaamheden voor het opstellen van het Zwitserse strafwetboek gaan terug tot de jaren 1890, toen de Bondsraad professor strafrecht Carl Stooss belastte met het opstellen van een voorontwerp van strafwetboek. Het Zwitsers Strafwetboek werd uiteindelijk definitief aangenomen op 10 december 1937 en vervolgens op 3 juli 1938 voorgelegd aan de bevolking bij wijze van een referendum. Met 358.438 stemmen voor en 312.030 stemmen tegen keurde een meerderheid van de bevolking het Strafwetboek goed. Het wetboek trad op 1 januari 1942 in werking. Vanaf deze datum werd alle tegenstrijdige kantonnale wetgeving opgeheven, met als gevolg dat de doodstraf werd afgeschaft in kantons waar deze tot dan toe nog gold, zoals in Wallis. Tevens werden betrekkingen tussen personen van hetzelfde geslacht gedepenaliseerd en dit onder impuls van professor Ernst Hafter. Vanwege de commotie die was ontstaan rond het blad L'Adula van Teresa Bontempi werden ook inbreuken tegen de onafhankelijkheid van de Confederatie voortaan strafbaar gesteld.
Met de invoering van het Strafwetboek werd de bevoegdheid strafrecht grotendeels overgeheveld van de kantons naar de Confederatie.